# Metro Station
Metro Station (с англ. — «Станция метро») — американская поп-группа, образованная в Лос-Анджелесе, штат Калифорния. В конце 2006 года группа подписала контракт с Columbia/Red Ink. Группа известна хитом «Shake It» из своего дебютного альбома, вошедшим в первую десятку Billboard Hot 100.

## История

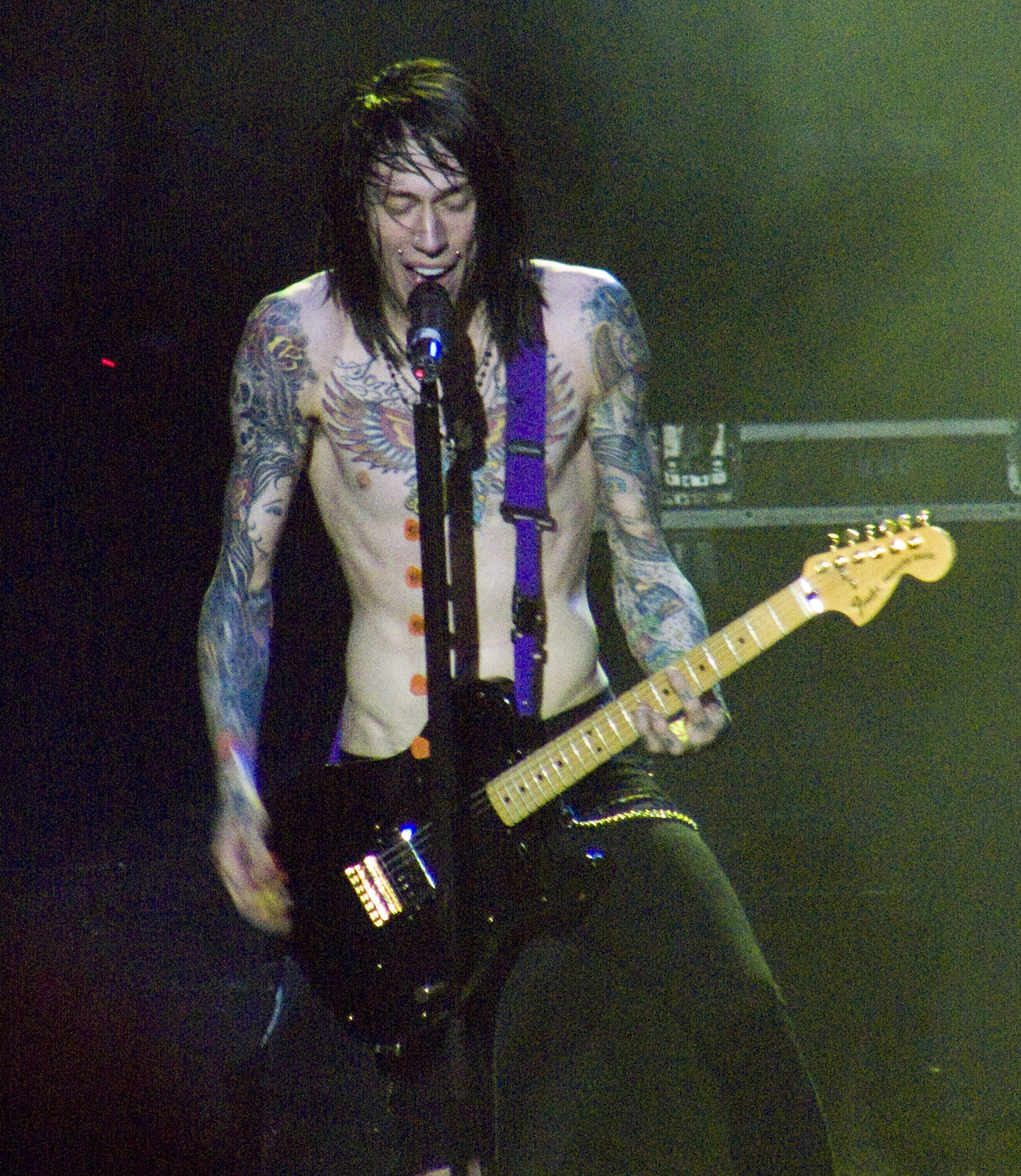
Трэйс Сайрус в Мельбурне, Австралия, февраль 2009

В 2006 году матери Трэйса Сайруса и Мэйсона Муссо представили их друг другу на съёмках сериала Ханна Монтана, в котором снимались брат Мэйсона, Митчел, и сестра Трэйса, Майли. Обнаружив сходство своих музыкальных интересов, Трэйс и Мэйсон решили создать группу. Вскоре после этого, Сайрус пригласил Блэйка Хили из «Синтетик Джой» в качестве клавишника и басиста. Сайрус остался солистом и гитаристом. Муссо стал главным солистом и ритм-гитаристом.
Группа привлекла внимание Энтони Импрого, который был приглашён в качестве барабанщика, после чего группа выпустила песню «Seventeen Forever» на своем веб-сайте в MySpace Music. Популярность группы на MySpace Music росла. Там группа привлекла внимание представителей компании «Columbia Records», после чего был подписан контракт.
В июльском выпуске 2007 года музыкального журнала «Alternative Press» группа была указана в качестве одной из «22 лучших андеграундных групп (которые, вероятно, останутся в андеграунде недолго)».
Группа выпустила одноименный дебютный студийный альбом в сентябре 2007 года. В альбоме было выпущено два сингла — «Kelsey» and «Control». Хотя оба сингла не заняли высоких позиций в чартах, с высшим продажами альбома и стали более популярными. Этого не было до середины 2008 года, до выхода сингла «Shake It», после чего группа получила значительное количество коммерческих предложений, а сама песня достигла своего пика в первых десятках трёх американских чартов. Песня достигла третьей позиции на Hot Digital Songs, девятой в Pop 100, десятой в Billboard Hot 100 и двадцатой в чарте Hot Dance Airplay. Успех песни повлёк за собой увеличение продаж альбома. Девять месяцев спустя, в 2008 году, альбом занял 43 место в Billboard 200, 1 место в Top Electronic Albums и 2 место в Top Heatseekers.
В марте 2010 года, после ряда личных разногласий между участниками группы Мэйсоном Муссо и Трейсом Сайрусом в студии, группа перешла в бессрочный отпуск. Муссо и Сайрус занялись сольными проектами, распустив группу до тех пор, пока они не почувствуют, что снова смогут записываться вместе.
31 мая 2011 года Мэйсон Муссо выпустил новую песню «Ain’t So High» («Разве это не так высоко»), выложив её на YouTube. Он восстановил права на название «Metro Station», и в настоящее время использует название группы без участия в ней Сайруса. 20 июля 2011 года Муссо анонсировал в своём блоге в Твиттере свою новую работу в рамках группы вместе с Энтони Импрого и Блэйком Хили. Релиз их новой записи предполагается в конце лета.
В 2012 году Metro Station закончили тур, в рамках которого сыграли на таких фестивалях как Sundance и SXSW, и вернулись в студию.

## Состав
- Мэйсон Муссо (англ. Mason Musso) — вокал, ритм-гитара (2006—2017)
- Трэйс Сайрус (англ. Trace Cyrus) — вокал, гитара (2006—2010)
- Энтони Импрого (англ. Anthony Improgo) — ударные, перкуссия (2006—2009)[7]
- Блэйк Хили (англ. Blake Healy) — бас-гитара, клавишные, синтезатор (2006—2009)
- Кенни Божич (англ. Kenny Bozich) — синтезатор (2009—2010, замена Блэйка Хили)

## Дискография

### Альбомы
1. 2007 — Metro Station
2. 2009 — Kelsey EP
3. 2014 — Gold EP
4. 2015 — Savior

### Синглы
- 2007 — Kelsey
- 2007 — Control
- 2008 — Shake It
- 2008 — Seventeen Forever

### Видеоклипы
- Kelsey
- Control
- Shake It
- Seventeen Forever
- Wish We Were Older
- Last Christmas
- Love & War

## Награды
- Nickelodeon Kids Choice Awards Australia 2008 — Лучшая Песня — Shake It